# Lachau
Lachau – miejscowość i gmina we Francji, w regionie Owernia-Rodan-Alpy, w departamencie Drôme.
Według danych na rok 1990 gminę zamieszkiwało 190 osób, a gęstość zaludnienia wynosiła 7 osób/km² (wśród 2880 gmin regionu Rodan-Alpy Lachau plasuje się na 1437. miejscu pod względem liczby ludności, natomiast pod względem powierzchni na miejscu 284.).